# FbC Písek
FbC Písek (Floorball Club Písek) je florbalový klub sídlící v Písku založený v roce 2003. V roce 2008 se sloučil s florbalovým oddílem TJ Sokol Písek. Od roku 2018 je znovu samostatný.
Mužský tým bude hrát od sezóny 2025/2026 druhou nejvyšší soutěž, 1. ligu, kam postoupil z Národní ligy. Do té se přitom probojoval jen o dva roky dříve.

## Mužský tým
| Sezóna                                            | Úroveň | Soutěž       | Umístění | Poznámka                                                                   |
| ------------------------------------------------- | ------ | ------------ | -------- | -------------------------------------------------------------------------- |
| V sezónách 2019/2020 až 2022/2023 hrál tým Divizi |        |              |          |                                                                            |
| 2022/2023                                         | 4      | Divize       |          | Výhra v 2. kole play-up proti FBŠ ATT Gorily Plzeň – Postup do vyšší ligy  |
| 2023/2024                                         | 3      | Národní liga |          | Výhra v baráži proti FBŠ ATT Gorily Plzeň                                  |
| 2024/2025                                         | 3      | Národní liga |          | Vítězství ve finále play-off proti FAT PIPE Start98 – Postup do vyšší ligy |